# Minato
minato，本名湊貴大（みなと たかひろ），是一位日本音樂家、音樂製作人。目前屬於Being經紀公司。主要擔任VALSHE的音樂製作和企劃，一手包辦作詞、作曲、編曲、合聲等。別名流星P、トゥライ（to-lie）。

## 別名
minato是他在Niconico動畫上的帳號顯示名稱，流星P的稱呼則源於minato發表的第一首VOCALOID原創曲「流星」，P則是Producer的縮寫。
トゥライ則是minato以歌手身分發表影片時使用的名字，以英文表示為to-lie。2008年6月18日投稿歌唱影片『Black★Rock Shooter』時並沒有使用原本的帳號，而是開了一個新帳號並以無名氏的名稱投稿，但因為其歌唱能力引起眾人注目，紛紛想要幫投稿者取一個名字。由於歌曲中2分50秒左右的歌詞「辛い（羅馬拼音：tsurai）」唱得有點口齒不清，被大家聽成「トゥライ（羅馬拼音：turai）」，有網友將這個詞編輯至動畫標籤（TAG）上，成為取名的候補名單之一，最後minato將這個標籤鎖定，不允許編輯，名字也就這樣定了下來，此後的歌唱影片皆由トゥライ名義發表。
2009年1月1日開設了個人Blog，同時也在上面自爆其實トゥライ跟minato（流星P）是同一人。

## 音樂創作經歷
4~5歲時學習鋼琴，中學加入了銅管樂社團擔任長號手。受到友人的影響開始自學音樂製作，在網路上知道VOCALOID產品後衝動購買了一套，開始發表VOCALOID創作歌曲。
2008年初開始在Niconico動畫上投稿原創歌曲『流星』、『Soar』等歌曲，獲得了一定的評價。
2009年1月30日巡音流歌發售當日隨即發表了新作『RIP=RELEASE』，受到大量網友的好評，一躍成名。三個月後，又利用初音未來和巡音流歌創作了『magnet』，該影片在當年中就達到了100萬次以上的瀏覽數。2010年3月由MOER推出專輯『magnet -favorites plus-』。『magnet』特別在卡拉OK上有著非常大的人氣，2010年的點播數獲得知名卡拉OK廠商JOYSOUND的全年綜合排行第4名，VOCALOID系列歌曲中排行第1名。
2010年以後，作為VALSHE的音樂製作人開始活動，從她的出道迷你專輯『storyteller』開始，所有發售的單曲、專輯都由minato經手製作，第四張單曲開始也身兼企劃。雖然有個人推特帳號，但是這時期中都沒有在使用，而是使用VALSHE的工作人員帳號OthStaff來發文，也多次以嘉賓身分出席VALSHE的網路電台「VALSHEのばるとく★RADIO」，貫徹自己VALSHE工作人員的身分。
2012年4月~9月，minato所寫的VALSHE第三張單曲『Fragment』被電視節目「奇跡体験!アンビリバボー」採用為片尾曲，他自己也有以合聲方式參與。此歌的變奏版也使用在節目的背景音樂中。VALSHE的第五張單曲『BLESSING CARD』在2013年7月6日開始作為動畫「探險托里蘭托 -千年珍寶-」的片尾曲，同年11月發售的第6張單曲『Butterfly Core』也被動畫「名偵探柯南」使用為片頭曲，知名度大為提升。
2016年正式開始與VALSHE組成雙人團體「ViCTiM」活動，並宣布在2月24日將推出新單曲。

## 歌手經歷
除了使用VOCALOID作曲之外，還以「トゥライ」的名義在Niconico動畫的「試唱」分類投稿歌唱影片，擁有數個瀏覽次數超過100萬以上的影片。
minato第一次投稿歌唱影片是2008年2月15日上傳的『卑怯戦隊うろたんだー』，當時Niconico動畫上颳起一陣由VOCALOID歌曲創作者來唱這首歌的風潮，minato也參與其中。因為歌曲的悲壯感而刻意壓低聲線來唱，與之後以トゥライ名義發表的歌曲給人很不一樣的印象。
2010年5月1日他為了紀念自創曲『magnet』發表一周年而上傳自己翻唱的影片，獲得廣大迴響，不過這個影片也成為他上傳的最後一個獨唱影片，合唱影片則『愛の唄』。
在Niconico動畫活動期間，他參與了由黑兔P組織的同人音樂社團「 usacolony（日語：うさころにー）」，除了以彩虹兔（日語：にじうさ）名義為社團提供詞曲之外，也有主唱歌曲。參與期間演唱了黑兔P所作詞作曲的『愛の唄』，除了由minato自己上傳Niconico動畫之外，這首歌還作為「Re：笨蛋也能拯救世界？Drama CD」的主題歌被收錄在附屬DVD中。2010年11月7日此社團舉辦了名為「うさころ学園文化祭-HAPPY TIME」的小型演唱會，這也是minato首次在聽眾面前露面。
2010年後半開始作為VALSHE的音樂製作人活動，退居幕後，沒有再上傳任何影片至Niconico動畫，僅幫忙VALSHE和其他歌手合聲，偶爾會由好友Jack在固定的直播節目上播放自己錄製的VOCALOID翻唱歌曲。2013年11月30日，在VALSHE的粉絲俱樂部限定小型演唱會「LIVE THE JOKER 2013」白天的部分擔任嘉賓登場，是2010年「usacolony」演唱會以來第二次現身，與VALSHE合唱『shout of JOY』來表達對支持者的感謝，給了大家一個非常大的驚喜。此外演唱會上限定販賣的場刊中也首度刊載了他的照片，minato的容貌再也不是秘密。
2015年3月14日非常突然的在Niconico動畫上發表了新的翻唱影片『紅線（日語：アカイト）』，4天之內就突破10萬觀看次數，此後4個月內又上傳了2部新的翻唱影片。同年9月4號在推特公布個人官網，宣布自己要以歌手身分出道，而且將在11月11日發售個人出道專輯『Black Box』。

## 作品
主條目：minato作品列表

### 個人CD
- 『magnet -favorites plus-』（MOER、2010年3月10日發售）
- 『ブラックボックス』（Being、2015年11月11日發售）

### 網路販售
- 『delicious』（KarenT、2009年3月25日發售）

### 音樂製作
- 『storyteller』（5pb.Records、2010年9月23日發售）
- 『REVOLT e.p.』（5pb.Records、2011年4月27日發售）
- 『JESTER』（5pb.Records、2011年7月27日發售）
- 『PLAY THE JOKER』（Oth、2012年2月22日發售）
- 『AFFLICT/Fragment』（Oth、2012年6月27日發售）
- 『4 FELIDS』（Being、2013年3月13日發售）
- 『BLESSING CARD』（Being、2013年8月21日發售）
- 『Butterfly Core』（Being、2013年11月27日發售）
- 『V.D.』（Being、2014年2月19日發售）
- 『TRANSFORM/marvelous road』（Being、2014年7月16日發售）
- 『Storyteller II 〜the Age Limits〜』（Being、2014年9月24日發售）
- 『TRIP×TRICK』（Being、2014年9月24日發售）
- 『君への嘘』（Being、2015年2月4日發售）

## 商業合作
| 歌曲           | 合作對象                                           |
| -------------- | -------------------------------------------------- |
| Collar         | 服飾品牌「Deorart」的2011年春季主題歌。            |
| REVOLT         | TOKYO MX綜藝節目『明坂聡美の「明けテレ」』片尾曲。 |
| jester         | PlayStation Portable遊戲『官能昔話』主題歌         |
| Another Sky    | Xbox 360遊戲『Ever17』片尾曲                       |
| Fragment       | 電視節目「奇跡体験!アンビリバボー」片尾曲          |
| BLESSING CARD  | 動畫「探險托里蘭托 -千年珍寶-」片尾曲              |
| Butterfly Core | 動畫「名偵探柯南」片頭曲                           |
| marvelous road | 行動裝置APP『WRITERZ』主題歌                       |
| TRIP×TRICK     | 電視節目『COUNT DOWN TV』片尾曲                    |
| 君への嘘       | 動畫「名偵探柯南」片尾曲                           |